# Alexandr Ogloblin
Alexandr Constantinovitch Ogloblin é um linguista russo, um dos pesquisadores mais importantes no campo do estudo e do ensino das línguas austronésias na URSS e Rússia. O doutor em ciências filológicas.
Nasceu em em 2 de janeiro de 1939, filho de K.A. Ogloblin e de O.P. Fagutova. O.K. Ogloblin (1914—2005) foi o regente da cadeira da química orgânica da Universidade Estatal de São Petersburgo, O.P. Fagutova foi professora de alemaõ.
Formou-se em filologia indonésia em 1961. Em 1961-1965 serviu às Forças Armadas de URSS como um tradutor e ensinador da língua indonésia. Simultaneamente fazia sua pós-graduação à revelia.
Depois de 1966 tem realizado seminários e dado aulas sobre a gramática teórica da língua indonésia, a literatura da Indonésia, a língua javanesa, as línguas austronésias e a dialectologia malaia na Faculdade Oriental da Universidade Estatal de São Petersburgo.

## Lista das obras maiores
1. 1972. (В соавт. с Н. Ф. Алиевой, В. Д. Аракиным, Ю. Х. Сирком) Грамматика индонезийского языка. М.: "Наука". (Разделы: 1[в соавт.с В. Д. Аракиным] Графика и орфография. С.18-22. 2. Фонетика. С.23-75).
2. 1986. Мадурский язык. Л.: Изд-во ЛГУ.
3. 1991. (В соавт. с N.F.Alieva, V.D.Arakin, Yu.H.Sirk) Bahasa Indonesia. Deskripsi dan teori. Yogyakarta. 526 p. (Индонезийский язык. Описание и теория. Перераб. вариант № 1 на индонез. языке.)
4. 1996. Очерк диахронической типологии малайско-яванских языков. М.: «Новое тысячелетие». 192 с. — 2-е изд., испр. и доп. М.: URSS-Либроком, 2009. 200 с.
5. 2004. Древнеяванский ирреалис // Исследования по теории грамматики 3. Ирреалис и ирреальность. Отв. ред. Ю. А. Ландер, В. А. Плунгян. М.: Гнозис, 2004. — С. 107—123.
6. 2005. Javanese // Austronesian languages of Asia and Madagaskar. Eds Adelaar A., Himmelmann N.P. L.: Routledge, 2005. — P. 590—624.
7. 2008. Грамматика индонезийского литературного языка. СПб: Изд-во СПГУ, 2008. — 440 с.